# Bryodixonia perichaetialis
Bryodixonia perichaetialis là một loài rêu trong họ Orthotrichaceae. Loài này được Sainsbury mô tả khoa học đầu tiên năm 1945.